# Rózsa Dezső
Rózsa Dezső, Rosenberg (Budapest, 1885. március 19. – Ukrajna, 1943.) irodalomtörténész, műfordító, nyelvész, szerkesztő, tanár.

## Élete
Rózsa (Rosenberg) Márkus (1851–1930) óbudai születésű zenetanár és Weiss Lujza (1865–1930) fia. Tanulmányait a Budapesti Tudományegyetem Bölcsészettudományi Karán, Oxfordban és Párizsban folytatta. 1912-ben tanári és bölcsészdoktori címet szerzett. Előbb a budapesti Kereskedelmi Akadémia tanára, majd kereskedelmi iskolai tanár volt. 1917-től 1922-ig a Budapesti Tudományegyetemen az angol nyelv lektoraként dolgozott. A folyóiratokban és önállóan is számos, különösen az angol drámatörténettel és a magyar–angol kulturális kapcsolatokkal foglalkozó tanulmánya jelent meg. Angol irodalmi műveket (köztük Christopher Marlowe drámáit és néhány ál-shakespeare-i drámát) fordított magyarra, és több tankönyvet írt. Tagja volt a Kisfaludy Társaság Shakespeare-bizottságának. Szerkesztette a Kritikai Szemlét. 1940-ben a zsidótörvények következtében nyugdíjazták. A fasiszta fajüldözés áldozataként, Ukrajnában munkaszolgálatosként halt meg.

## Magánélete
Felesége Hajdú Irén (1890–1941) matematika tanár volt, Hajdú Miksa Manó orvos és Bruck Róza Regina lánya, akit 1914. június 28-án Budapesten vett feleségül.
Két gyermekük született: 
- Rózsa Éva (1918–1975), férjezett Balassa Róbertné.
- Rózsa Pál (1925–2011) matematikaprofesszor, kutatási területe a mátrixelmélet volt.

## Főbb művei
- Emerson (Budapest, 1911)
- Thomson és a természetérzék (Budapest, 1912)
- Az újabb angol Shakespeare-irodalom (Budapest, 1912)
- Szép Emma (Budapest, 1917)
- Két nemes rokon (Budapest, 1919)
- A látásbeli (vizuális) emlékezőtehetség a nyelvoktatásban (Budapest, 1938)
- A tőmegtanítás lélektana (Budapest, 1938)